# Albert Tyler
Albert Clinton Tyler (ur. 4 stycznia 1872 w Glendale, zm. 25 lipca 1945 w Harpswell) – amerykański lekkoatleta, uczestnik igrzysk olimpijskich w 1896.

## Igrzyska w Atenach w 1896
Albert Tyler wystartował wraz ze swoim rodakiem Wellesem Hoytem i trzema Grekami (Damaskosem, Teodoropulosem i Ksidasem) w konkurencji skoku o tyczce. Amerykanie byli klasą sami dla siebie, ponieważ rozpoczęli rywalizację gdy Grecy już ją zakończyli. Tyler i Hoyt rozpoczęli rywalizację od wysokości 2,80 m i zaliczali kolejno 2,90 m, 3,00 m, 3,10 m i 3,20 m, pierwszy odpadł Tyler, który z wynikiem 3,20 m zajął drugą lokatę.
Kuzyn Alberta Tylera Francis Lane zdobył brązowy medal w konkurencji biegu na 100 metrów.